# Čovjek koji je ubio Libertyja Valancea
Čovjek koji je ubio Libertyja Valancea (eng. The Man Who Shot Liberty Valance) je klasični vestern Johna Forda s Jamesom Stewartom, Johnom Wayneom i Lee Marvinom u glavnim ulogama. Film je nastao kao adaptacija kratke priče Dorothy M. Johnson.

## Radnja
Film počinje s pripremama za sprovod. Američki senator i njegova žena vratili su se u mali gradić Shinbone, Arizona. Novinar upita senatora zašto je došao pokopati, očigledno, nikoga. Senator objašnjava i film se razvija kao flashback.
Ransom Stoddard (James Stewart) je tužitelj koji vjeruje u zakon i red, ali odbija nositi oružje. Njegovo neugodno prijateljstvo s Tomom Doniphonom rezultira neobičnim obostranim poštovanjem. Tom Doniphon (John Wayne) je revolveraš koji vjeruje kako zakon ne postoji te da mu treba samo pištolj u te svrhe. Doniphon i Stoddard imaju jako slab odnos: poštuju jedan drugoga, ali nijedan nema vjere u "moderni svijet". Pomutnju unosi Hallie (Vera Miles), koju posjećuju obojica, ali ne u prisustvu onog drugog. Doniphon čak blago zaprijeti Stoddardu, ali nijedan muškarac nije spreman odustati i događaj ne dovodi do određenog rezultata. Kako se film nastavlja, postaje jasno da Hallie preferira Stoddarda, a Doniphon biva ogorčen.
Kad u grad stigne odmetnik Liberty Valance (Lee Marvin), počinje raditi nerede u saloonima i restoranima, plašeći ljude. Valance se boji samo jednog čovjeka, Toma Doniphona. Počinje uživati u sramoćenju Stoddarda pred Hallie. Jednom prilikom, dok je radio probleme u restoranu u kojem Stoddard radi honorarno, Liberty mu podmetne nogu, a Stoddardu ispadne odrezak. Priskače Doniphon i kaže mu kao je to bio njegov odrezak i naređuje Libertyju da ga podigne. Valance počne razmišljati kako bi mogao povući pištolj, ali ga Doniphonov čelični pogled zaustavlja u toj nakani.
Valance nastavlja maltretirati Stoddarda. Stoddard konačno shvaća kako je jedino rješenje nasilno; Valance ga izaziva na dvoboj. Stoddard ne zna rukovati pištoljem i nema šanse protiv zloglasnog revolveraša Valancea. U dvoboju, Stoddard čudesno ubija Valancea, što izaziva nevjericu među nazočnima.
Stoddard postaje "čovjek koji je ubio Libertyja Valancea". Na izbornoj konvenciji Stoddard je nominiran za senatora u Washingtonu. Ali njega još muči to da je ubojica i bježi sa sastanka. Tada mu Doniphon ispriča "pravu" priču: Doniphon se, kako je bio siguran da će Valance ubiti Stoddarda, sakrio i pogodio Valancea iz puške, točno u trenutku kad je pucao i Stoddard. Stoddard se vraća na konvenciju gdje ga izabiru za senatora.
Stoddard postaje kongresnik, pa guverner i senator. Oženio se s Hallie, koja zna priču koju Stoddard i Doniphon nikad nisu otkrili.
Godinama poslije, Tom Doniphon umire nakon usamljeničkog života, iako je volio Hallie do kraja. Ransom i Hallie vraćaju se u mali gradić na sprovod. Stoddard ispriča priču lokalnom novinaru, koji to odbija objaviti. Film završava dok se sada već ostarjeli senator Stoddard i Hallie vraćaju u Washington, oboje tužni zbog laži koja im je donijela bogatstvo. Stoddard u vlaku upita konduktera da mu zapali lulu. Kondukter pripali lulu uz riječi: "ništa nije preteško za čovjeka koji je ubio Libertyja Valancea", i odlazi. Stoddard, zbog krivnje koju osjeća za sve što se dogodilo, ugasi taman zapaljenu lulu.

## Prijam
Film je bio hit čim je premijerno prikazan u travnju 1962. zahvaljujući klasičnoj priči i popularnim zvijezdama, Johnu Wayneu i Jamesu Stewartu. 1963. je nominiran za Oscara u kategoriji najboljih kostima Edith Head te je tako postao jedan od rijetkih vesterna nominiranih za Oscara. Film je zadržao popularnost kroz prikazivanja na televiziji i kroz videoteke. Uz filmove Tragači i Moja draga Clementine, smatran je jednim od najboljih vesterna Johna Forda.

## Vanjske poveznice
- Čovjek koji je ubio Libertyja Valancea u internetskoj bazi filmova IMDb-a
- Rotten Tomatoes on The Man Who Shot Liberty Valance  Arhivirana inačica izvorne stranice od 6. svibnja 2008. (Wayback Machine)
- filmcritic.com on The Man Who Shot Liberty Valance  Arhivirana inačica izvorne stranice od 3. siječnja 2002. (Wayback Machine)